# Des tortues jusqu'en bas

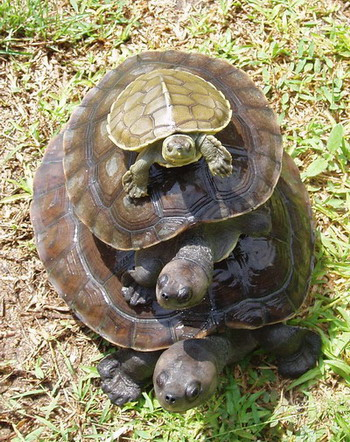
L'expression signifie que le monde est supporté par une colonne de tortues de plus en plus grosses : des tortues jusqu'en bas.

L'expression « des tortues jusqu'en bas » est une manière d'exprimer le problème de régression à l'infini. Elle fait référence à la cosmogonie de la Tortue monde (en) dans laquelle on suppose que la Terre est portée sur le dos d'une tortue. Cette tortue serait elle-même portée sur le dos d'une autre tortue plus grande, qui est elle aussi portée sur le dos d'une tortue plus grande encore et ainsi de suite indéfiniment, ou « jusqu'en bas ».
L'origine exacte de l'expression est incertaine. Sous la forme « des roches jusqu'en bas » (rocks all the way down), elle remonte au moins à 1838. Quant à elles, des références à la Tortue monde, et à sa contrepartie l'Éléphant monde (en), sont faites par plusieurs auteurs au cours des XVIIe et XVIIIe siècles,.
L'expression a également été utilisée pour illustrer l'argument de la régression en épistémologie.

## Histoire

### Mythologie indienne

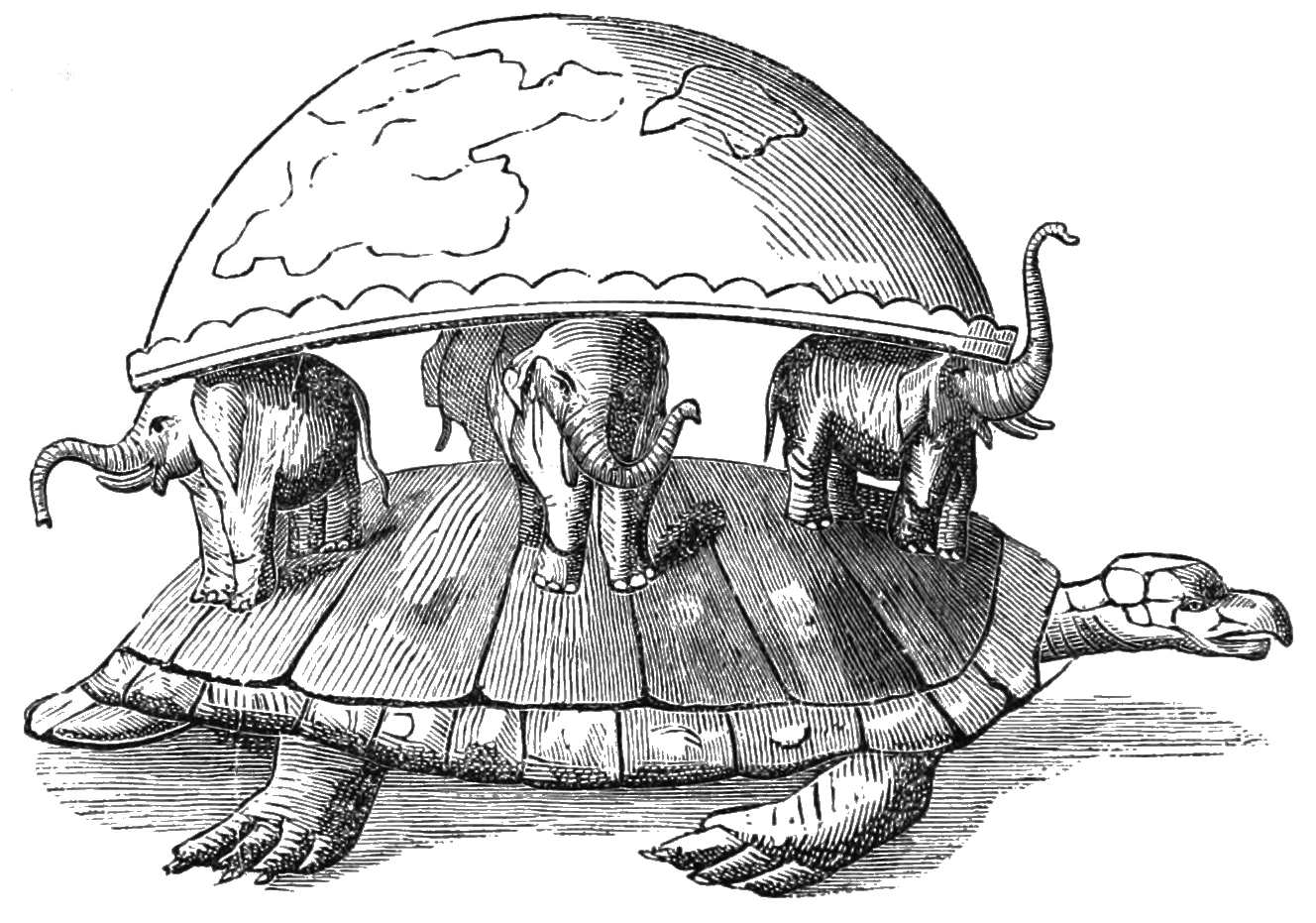
Quatre éléphants monde reposant sur une tortue monde.

Les premières variantes de l'expression « des tortues jusqu'en bas », ne font pas toujours explicitement référence à la régression infinie (c'est-à-dire à la partie « jusqu'en bas »). Elles sont rattachées aux mythologies de l'Éléphant et de la Tortue monde, ou d'autres créatures similaires qui proviendraient de la mythologie hindoue.
La première référence connue à l'expression d'origine hindoue se retrouve dans une lettre du jésuite Emanuel da Veiga (1549–1605), écrite à Chandragiri le 18 septembre 1599. L'écrit de Veiga semble être parvenu à Samuel Purchas, qui le paraphrase dans Purchas His Pilgrims (1613/1626),. Purchas semble lui aussi être repris, cette fois par John Locke dans Essai sur l'entendement humain (1689). Dans la Lettre sur les aveugles à l'usage de ceux qui voient (1749), Diderot reprend la fable pour mieux s'en moquer : « Monsieur Holmes mon ami, confessez d’abord votre ignorance, et faites-moi grâce de l’éléphant et de la tortue ». L'histoire est également abordée par Henry David Thoreau dans l'entrée du 4 mai 1852 de son journal personnel.

### Forme moderne

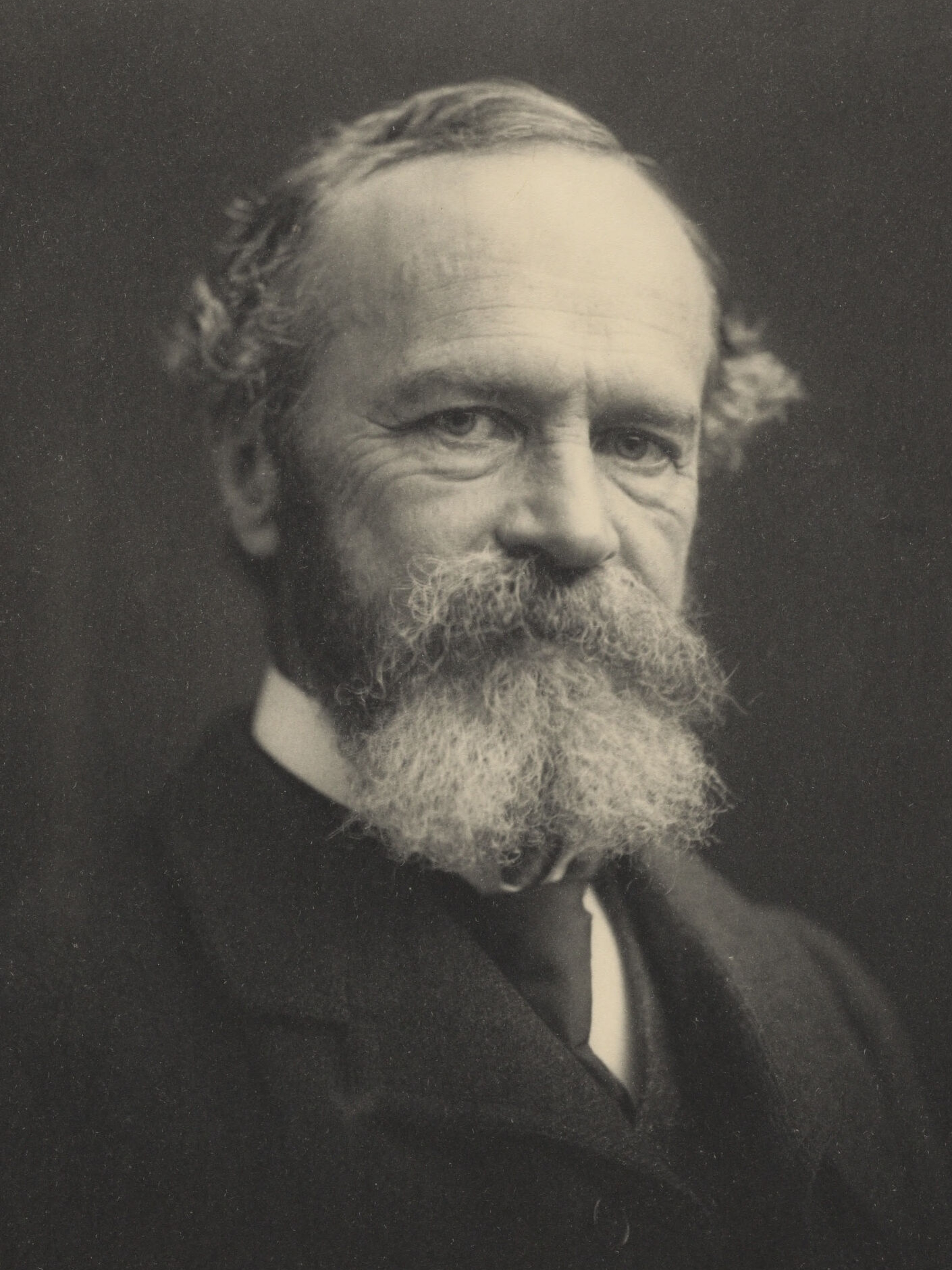
Le psychologue William James.

Sous la forme « des roches jusqu'en bas » (rocks all the way down), l'expression remonte au moins à 1838, alors qu'elle paraît dans une anecdote anonyme publiée par le New York Mirror.
Quant à elle, la version avec la tortue paraît en 1854 dans la transcription d'un commentaire du prêcheur Joseph Frederick Berg à Joseph Barker (en).
Plusieurs écrits du XXe siècle, dont un du linguiste John R. Ross (en), attribuent l'expression au psychologue et philosophe William James,. James fait ainsi référence à la forme avec roches dans son essai Rationality, Activity and Faith (1882).

## Utilisations

### Philosophie
La métaphore est utilisée pour illustrer le problème de la régression infinie en épistémologie, notamment par Johann Gottlieb Fichte en 1794[page à préciser].
David Hume aborde la légende dans ses Dialogues sur la religion naturelle (1779).
Bertrand Russell fait également mention de l'histoire dans Pourquoi je ne suis pas chrétien (1927).

### Sciences
Stephen Hawking aborde l'histoire dans son livre Une brève histoire du temps (1988).
Hubert Reeves aborde également le sujet de temps à autre.

## Variations
L'expression est reprise maintes fois dans des essais et dans la culture populaire. Ainsi, l'artiste country Sturgill Simpson en a fait une chanson (en) parue dans son album Metamodern Sounds in Country Music (en) (2014), remixée par Ott. dans son album In Dub (en). L'expression est également reprise par l'écrivain John Green dans le titre original de son roman Tortues à l'infini (2017).
Terry Pratchett rend hommage au mythe dans ses Livres du Disque-monde.
Dans un contexte de ludification, Microsoft Visual Studio a créé une distinction (badge) « Turtles All the Way Down », qui est décernée aux classes possédant au moins 10 niveaux d'héritage.